# Калімулін Марат Натфулович
Марат Калімулін (рос. Марат Калимулин, нар. 20 серпня 1988, Тольятті — пом. 7 вересня 2011, Ярославль) — російський хокеїст, що грав на позиції захисника.

## Ігрова кар'єра
Професійну хокейну кар'єру розпочав 2005 року.
Протягом професійної клубної ігрової кар'єри, що тривала 7 років, захищав кольори команд «Лада», «Локомотив» (Ярославль).
Бронзовий призер молодіжного чемпіонату світу 2008 у складі молодіжної збірної Росії.

## Загибель
7 вересня 2011 під час виконання чартерного рейсу за маршрутом Ярославль—Мінськ сталася катастрофа літака Як-42 внаслідок чого загинуло 43 особи з 45-и (після авіакатастрофи вижило лише двоє — хокеїст Олександр Галімов та бортінженер Олександр Сізов, які у важкому стані були госпіталізовані до міської лікарні Ярославля), серед загиблих також був і гравець Марат Калімулін.